# Olive Byrne
Mary Olive Byrne (Nueva York, 19 de febrero de 1904–Tampa, 19 de mayo de 1990), conocida profesionalmente como Olive Richard, fue una ama de casa estadounidense, estudiante de psicología y compartió la vida en una relación poliamorosa con William Moulton Marston y Elizabeth Holloway Marston. Se le considera como fuente de inspiración del personaje del cómic Mujer Maravilla.

## Biografía
Byrne y los Marston se conocieron en 1925 mientras ella era asistente senior en la Universidad Tufts. William era su profesor de psicología y pronto se convirtió en su ayudante e incluso lo llevó a su fraternidad para realizar algunas de sus investigaciones. De hecho, ella le introdujo en el mundo de las "fiestas de bebés" en las que las alumnas de primer año debían vestirse como bebés y eran tratadas como niñas, y donde él realizó algunos de sus experimentos sobre las reacciones humanas al poder.
Byrne era hija de Ethel Byrne, famosa por abrir la primera clínica de control de natalidad en los Estados Unidos con su hermana Margaret Sanger.

## Relaciones
Byrne estuvo involucrada con William y Elizabeth Marston en una relación poliamorosa, mediante la que vivieron juntos durante años. Ambas mujeres tuvieron hijos con Marston mientras los tres estaban juntos, y Elizabeth nombró Olive a su hija en honor a Byrne. Byrne y Elizabeth Marston continuaron viviendo juntas mientras criaban a sus hijos después de la muerte de William.
Ambos Byrne y Elizabeth «encarnaron el feminismo del momento». Dijeron a los del censo que la Olive era la cuñada viuda de Elizabeth. Olive y Marston tuvieron dos hijos, Byrne y Donn.[cita requerida]

## Wonder Woman
Como informó Jill Lepore en el libro La Historia Secreta de Mujer de Maravilla, Olive ha sido acreditada por algunos como la inspiración de Marston. Para el aspecto físico de su carácter icónico, Mujer Maravilla, del cual Marston comentó que un par de brazaletes que Byrne llevaba frecuentemente fueron inspiración y se convirtieron en una característica importante de la heroína de libro del cómic.

## En el cine
La vida de Byrne está reflejada en Professor Marston and the Wonder Women, una obra biográfica que también retrata a Elizabeth Holloway Marston, su marido William Moulton Marston, y la creación de la Mujer Maravilla. Byrne fue interpretada en la película por actriz australiana Bella Heathcote.